# Bendir

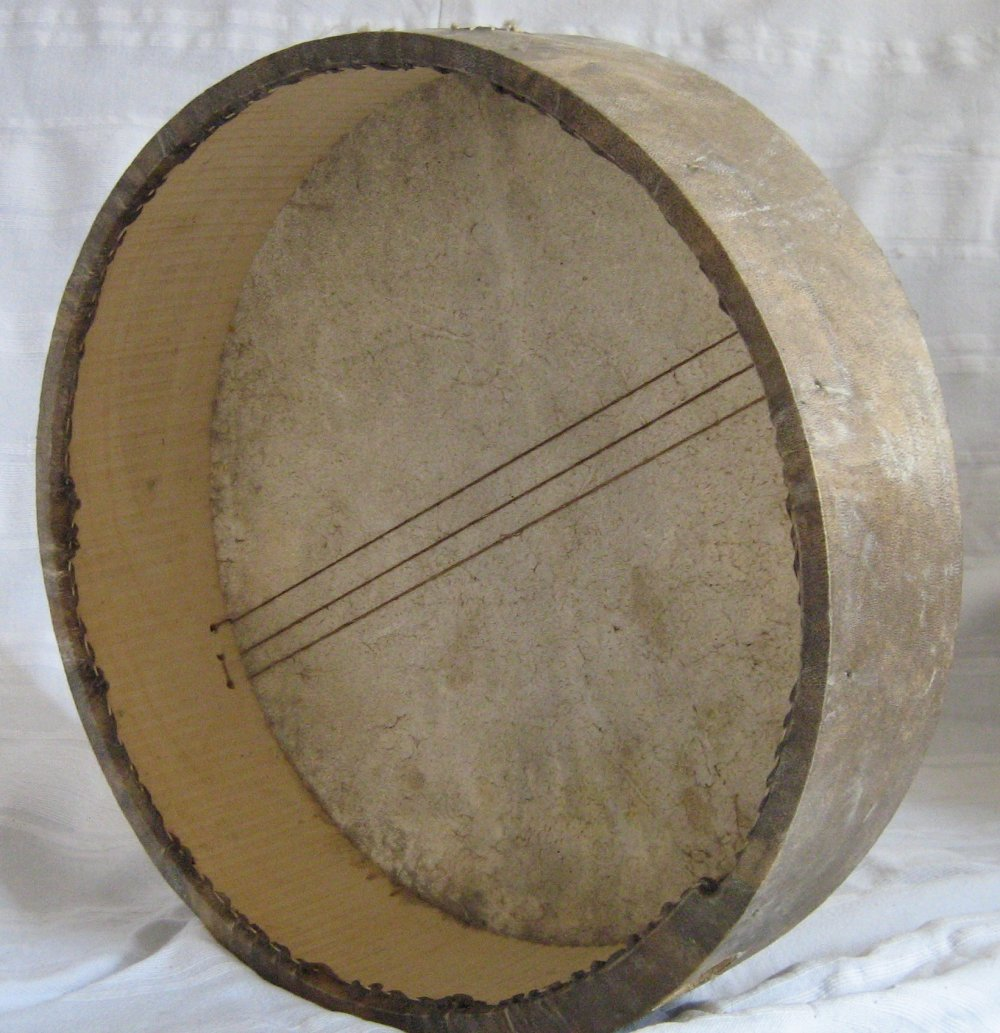
Alloun Rifain.

Le bendir, bendayer ou alloun (en berbère : ⴰⵍⵍⵓⵏ allun) est un instrument à percussion très répandu au Maghreb, particulièrement dans la musique berbère. C'est un tambour sur cadre assez similaire au daf asiatique, faisant partie des membranophones.
Les arabophones le nomment bendir. En tamazight, plusieurs vocables sont utilisés suivant les régions, il est appelé allun (francisé alloun ou alloune) au pluriel illuna, mais aussi tagenza dans le Haut-Atlas, aǧǧum (prononcé adjoum) au pluriel aǧǧumen (adjoumen) ou adjun (francisé adjoun ou adjoune) dans le Rif, tandis que les termes amendayer et abendayer, fréquents en Kabylie, sont la version arabisée du mot « bendir » en arabe maghrébin.
Il ne faut pas le confondre avec le tar et le duff.

## Facture
D'un diamètre moyen de plus ou moins 40 cm, le bendir a une profondeur (largeur du cadre) remarquable de 15 cm. Le cadre est formé d'un cerclage de bois de micocoulier. Un trou y est aménagé afin de faciliter la préhension. Il est muni d'une peau de chèvre collée recouvrant tout le cadre. Un timbre de cordes en boyau est fixé le long de cette peau, qui lui donnera un son bourdonnant et augmentera les basses généreuses. Les bendirs sont souvent très colorés mais peuvent être, comme celui-ci, fait simplement de bois, de boyaux et de peaux non peintes.

## Jeu

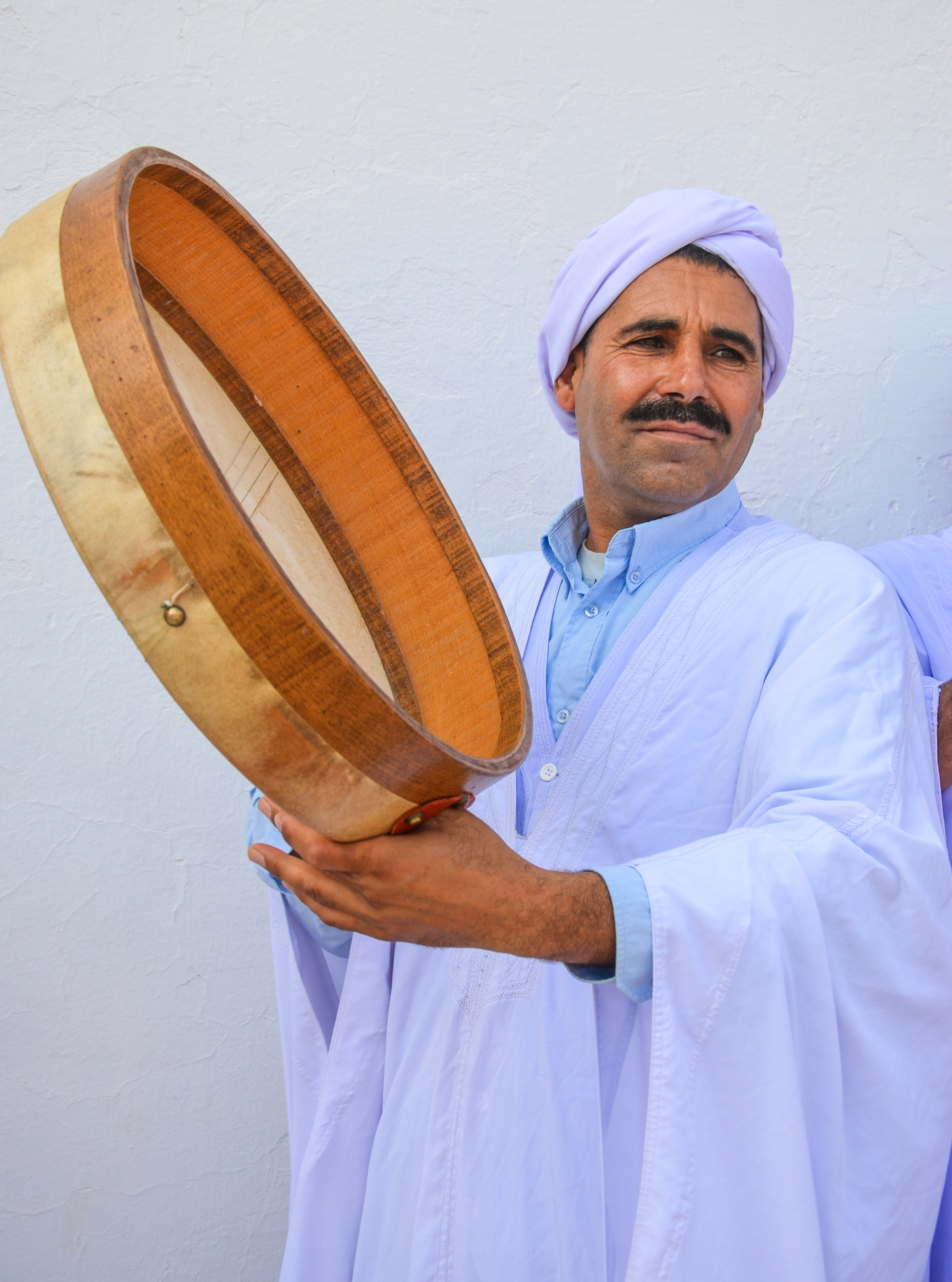
Bendir à Laghouat en Algérie.

On le joue assis ou debout lors des festivités, avec des frappes énergiques des mains et des doigts, avec parfois des mouvements de tournoiement autour du pouce. Les joueurs ont le même rôle de frapper horizontalement le bendir en frappant la peau par-dessous.
Instrument roi des fêtes et danses traditionnelles, il est aussi très utilisé par les femmes lors des cérémonies berbères. Il est l'instrument de base de la musique berbère.